# Ein starkes Team: Familienbande
Familienbande ist ein deutscher Fernsehfilm von Martin Kinkel aus dem Jahr 2017. Es handelt sich um die 73. Folge der Krimiserie Ein starkes Team mit Florian Martens und Stefanie Stappenbeck in den Hauptrollen. Es ist der neunte Einsatz von Linett Wachow an der Seite von Otto Garber.

## Handlung
Die Unternehmertochter Sarah Reibert soll entführt werden. Da sie regelmäßig ihren Bruder Niels bei der Physiotherapie abholt, nutzen die Täter diese Gelegenheit. Als sie das Mädchen in der Tiefgarage in ein zuvor gestohlenes Auto zerren, töten sie den Fahrer der Reiberts, der sich ihnen entgegenstellt. Nachdem sie das Mädchen in ihr Versteck gebracht haben, bemerken sie, dass ihr Opfer nicht Sarah Reibert ist, sondern das dänische Au-pair Jette Andersen. Verwirrt, aber entschlossen ihre Lösegeldforderung durchzusetzen, melden sich die Entführer bei den Reiberts telefonisch. Doch Uwe Reibert macht ihnen klar, dass er kein Geld zahlen wird. Die Kommissare Garber, Wachow und Klöckner, die mit dem Entführungsfall beauftragt wurden, sind entsetzt über die Kaltblütigkeit von Reibert. Auch wenn die Entführer das falsche Opfer entführt haben, was dafür spricht, dass sie Reiberts Tochter nicht persönlich kennen, sind sie ansonsten sehr geschickt vorgegangen. Die Ermittler gehen indes davon aus, dass einer der beiden maskierten Täter eine Frau war.
Ein erster, vager Hinweis führt zu Carsten Kliefoth, der bis vor kurzem bei den Reiberts als Gärtner gearbeitet hatte und entlassen wurde. Eine Überprüfung erhärtet den Verdacht auf eine Tatbeteiligung zunächst nicht, zudem hat der Mann ein Alibi. So setzen die Ermittler alle Hoffnung auf die Übergabe des Lösegeldes, zu dessen Zahlung sich Reibert nun doch entschlossen hat. Trotz guter Vorbereitung schlägt die Übergabe wegen Reiberts Ungeschicktheit fehl und der Täter entkommt unerkannt. Teamchef Reddemann geht davon aus, dass die Entführer einen Verbindungsmann haben, der sie mit aktuellen Informationen versorgt. Dennoch bleibt den Ermittlern ein seltsamer Verdacht gegen Uwe Reibert, der bisher alles dafür getan hat, dass Jette nicht freigelassen wird.
Die Suche nach Jette Andersens Handy, das die Entführer vorsorglich bei ihrer Flucht aus dem Auto geworfen hatten, hat Erfolg und ein darauf gesicherter Fingerabdruck führt zu Tobias Stens. Er ist vorbestraft und mit Melanie Meiners befreundet, die ebenfalls bei der Polizei aktenkundig ist. Als sich Garber und Klöckner in deren Wohnung umsehen, finden sie ein Foto, das Stens zusammen mit Carsten Kliefoth zeigt, sodass ihnen die Zusammenhänge nun klar sind. Mittlerweile gibt es Unstimmigkeiten unter den Entführern. Als Kliefoth und Meiners sich dazu entschließen, auch noch Reiberts Sohn zu entführen, steigt Stens aus und will zur Polizei gehen. Kliefoth bringt ihn daraufhin um und wird am nächsten Tag von der Polizei festgenommen. Zum Aufenthaltsort von Jette macht er allerdings keine Angaben. Überraschend finden sich Hinweise, dass Daniel, der Freund von Reiberts Tochter, die Entführung initiiert hatte. Die Ermittler sprechen Sarah Reibert darauf an und als sie erfährt, dass ihr Freund zur Fahndung ausgeschrieben werden soll, bricht sie ihr Schweigen. Sie hatte Daniel gebeten, Leute zu suchen, die sie zum Schein entführen sollten, damit ihr Vater sich endlich mal Sorgen um sie machen würde und nicht immer nur um ihren kleinen Bruder. Dass dies jetzt so aus dem Ruder laufen würde, hatte sie weder gewollt noch geahnt.
Doch leider ist damit der Fall noch nicht gelöst, denn auch Jette Andersen hat ihr Geheimnis und sie nutzt die Entführung nun für ihre Zwecke. Vor ein paar Monaten hatte sie erfahren, dass Uwe Reibert ihr biologischer Vater ist. Deshalb hatte sie ganz bewusst die Nähe zu Sarah und ihrer Familie gesucht. Als sie nun erfahren musste, dass Reibert, obwohl er gar nicht wusste, dass er ihr Vater ist, gar kein Lösegeld für sie zahlen wollte, fasste sie den Plan sich zu rächen. Sie zieht ihre Entführerin ins Vertrauen und plant mit ihr zusammen Reiberts Sohn bei einem weiteren Arzttermin zu entführen, um nun doch noch an das Lösegeld zu kommen. Doch geht auch diese Entführung schief, da Reibert vorzeitig zurückkommt. Jette erklärt ihm alles, aber er schießt vor Wut auf sie. Jette wird in die Klinik gebracht und Melanie Meiners festgenommen.

## Hintergrund
Familienbande wurde in Berlin gedreht und am 30. Dezember 2017 um 20:15 Uhr im ZDF erstausgestrahlt.
Sputnik, dessen Rolle als Geschäftsmann in der Serie als ein Running Gag angelegt ist, arbeitet in dieser Folge als Pförtner im LKA und versucht in dieser Position gleichzeitig auch als Vertreter für Hosen zu agieren.

## Rezeption

### Einschaltquoten
Die Erstausstrahlung am 30. Dezember 2017 konnte 7,13 Millionen Zuschauern vor den Fernseher locken. Dies entspricht einem Marktanteil von 21,8 Prozent. Von den jüngeren Zuschauern schalteten etwa 10,8 Prozent bei Familienbande ein.

### Kritiken
Harald Keller befand auf tittelbach.tv: „Leo P. Ard [entwickelt zwar] eine durchaus spannende und ausgetüftelte Variante dieses klassischen Krimimotivs. Doch wie bei den vorherigen Folgen ist zu beobachten, dass der titelgebende und ursprünglich inhaltlich bedeutsame Teamgeist kaum noch zum Tragen kommt. Vor allem die wiederkehrenden Figuren bleiben blass. Routine auf allen Seiten. Nur Stefanie Stappenbeck ragt schauspielerisch heraus.“
Tilmann P. Gangloff kritisierte diesmal für die Frankfurter Rundschau und meinte: „Erst wird bei einer Entführung das falsche Opfer erwischt, dann stellt sich raus, dass alles ein abgekartetes Spiel war, und schließlich tun sich noch ein paar familiäre Abgründe auf: Im Grunde ist ‚Familienbande‘ ein viel zu harmloser Titel für die 73. Episode des ZDF-Dauerbrenners ‚Ein starkes Team‘“. „Dass der Film im Rahmen der Reihe dennoch nur Durchschnitt ist, liegt nicht zuletzt an der Umsetzung.“ „Martin Kinkels Inszenierung [fehlt] ein gewisser Biss. Außerdem nervt die Bildgestaltung (Friederike Heß), weil die Kamera mit gerissenen Schwenks und sprunghaften Zooms im Zusammenspiel mit der flotten Schnittfrequenz eine unangenehme Hektik verbreitet.“
Auf Quotenmeter.de heißt es: „Zwei hirnamputierte Entführer, eine manipulative Dänin und ein dämlicher, aber Schiller zitierender Gärtner: Die neue Folge der ZDF-Reihe ist ein Paradebeispiel für schlecht erzählte Krimis.“ „Kurz: Hier passt nichts zusammen, nicht einmal die logischen Unzulänglichkeiten, die das einzige Leitmotiv dieses Films sind.“ Fazit: „Ein Film ohne Essenz, ohne Sinn, ohne Bedeutung.“